# 第八飛行船
| 画像をアップロード |                                                         |
| 艦歴               |                                                         |
| 発注               | 1928年（昭和3年）                                       |
| 起工               |                                                         |
| 初飛行             | 1929年（昭和4年）7月23日                                |
| 就役               |                                                         |
| 解体               | 1932年（昭和7年）2月15日                                |
| 性能諸元           |                                                         |
| 重量               |                                                         |
| 体積               | 7,500 m3                                                |
| 全長               | 82.3 m                                                  |
| 全幅               | 15 m（最大直径）                                        |
| 全高               | 17 m                                                    |
| 機関               | 三式発動機 150 hp ×2基                                  |
| 速度               | 巡航 40ノット（74.08 km/h） 最大 56ノット（103.7 km/h） |
| 航続距離           | 1,800 km                                                |
| 上昇限度           |                                                         |
| 乗員               | 6名                                                     |

第八飛行船（だい8ひこうせん）は、大日本帝国海軍（日本海軍）が使用した国産の半硬式飛行船である。1927年（昭和2年）10月に事故で失われた第六航空船の代船として建造された。
「第八飛行船」は本船の固有名称であり、制式名称は「三式飛行船」という（三式飛行船は本船1隻のみ）。

## 概要
イタリアから購入した第六航空船が1927年（昭和2年）10月に失われたのを受け、その代船を国産することが決定され、第六航空船の図面をもとに、1928年（昭和3年）、気嚢は藤倉工業、骨格とゴンドラは三菱航空機、発動機（ダイムラー・ベンツ製130 hp発動機の改良型）は東京瓦斯電気工業に発注された。船体は第六航空船よりも強化されていた。浮揚ガスには水素が使用されており、爆発の危険性があった。ヘリウムの入手が困難であった当時、浮揚ガスに水素を用いることは一般的であり、安全性軽視と言う訳ではない。
進空式は1929年（昭和4年）7月23日、霞ヶ浦で行われ、その後、各種実験や係留装置の試験に従事した。
1931年（昭和6年）3月10日には順宮厚子内親王ご誕生（3月7日）を祝って第五飛行船、第九飛行船とともに東京訪問飛行を行った。
その後、3月14日から17日にかけて長時間滞空飛行を実施した。2組12名の乗員を乗せた第八飛行船は3月14日午後11時27分に離昇し、霞ヶ浦、鹿島灘付近を飛行しつづけ、17日午前11時28分、60時間1分の滞空を終えて着陸した。これは当時の半硬式飛行船滞空の世界記録であった。
この頃までに、飛行船は兵器としての価値に乏しいとの判断が下され、本船は同年11月に廃棄が決定、翌1932年（昭和7年）2月15日に解体された。